# デューク・エナジー

企業ロゴ

デューク・エナジー（英: Duke Energy Corporation）は、電力およびガス会社を傘下に保有するアメリカ合衆国の持株会社。ノースカロライナ州・シャーロットに本拠を置き、アメリカの公益企業としては最大規模の売上を有する。ニューヨーク証券取引所上場企業（NYSE: DUK）。

## 沿革
デューク・エナジーの公式の設立日は現在、1904年4月にサウスカロライナ州を流れるカタウバ川に設けた水力発電所の稼働を開始した日とされており、実業家のジェームズ・ブキャナン・デューク（James Buchanan Duke）ら3名により会社設立、のちにDuke Power Companyとなった。他方、翌1905年6月、ニュージャージー州で設立されたSouthern Power Companyにもジェームスが投資し1910年3月に同社の経営を継いだが、1924年11月にジェームスはDuke Power Companyの経営者となった。1928年にDuke Power Companyは本社をシャーロットに移転、1935年4月にSouthern Power Companyとの合併を果たし、また同年、レディキロワット（Reddy Kilowatt）が同社の公式マスコットキャラクターとなり、これがアメリカの電力会社キャラクターの嚆矢となった。
1963年2月、ノースカロライナ州に大型ダムのCowans Ford Damが竣工、また同年12月、原子力発電所の稼働を開始、1973年7月に同社最大の原子力発電所であるオコニー原子力発電所（Oconee Nuclear Station）が稼働開始した。1989年9月、ハリケーン・ヒューゴの来襲により甚大な被害を被ったが、1997年6月、Pan Energy Corporationとの合併を機に現在の社名に変更し、ニューヨーク証券取引所に株式上場を行った。
2006年、オハイオ州・ケンタッキー州・インディアナ州に基盤を持ち1837年以来の長い歴史を持つシナジー・コーポレーション（Cinergy Corporation）を買収し併合、2007年に再生可能エネルギー部門のデューク・エナジー・リニューアブル（Duke Energy Renewables）を新設した。2012年、ノースカロライナ州とフロリダ州に基盤を持つプログレス・エナジー（Progress Energy Inc.）を併合した。2016年10月、天然ガス事業者のピードモント・ナチュラルガス（Piedmont Natural Gas Company Inc.）を買収し子会社とした。

## 現在
デューク・エナジーの電源割合に関しては、自社発電量ベースで、天然ガスおよび石油による発電、原子力発電、石炭による発電がそれぞれ3割以上で拮抗しており、再生可能エネルギーの割合は2％前後である。デューク・エナジーは原子力発電を「重要な電源」と位置づけており、原子力発電所の新設や稼働延長を目標として掲げている。関西電力は2014年、デューク・エナジーとの原子力分野における情報交換協定を締結している。

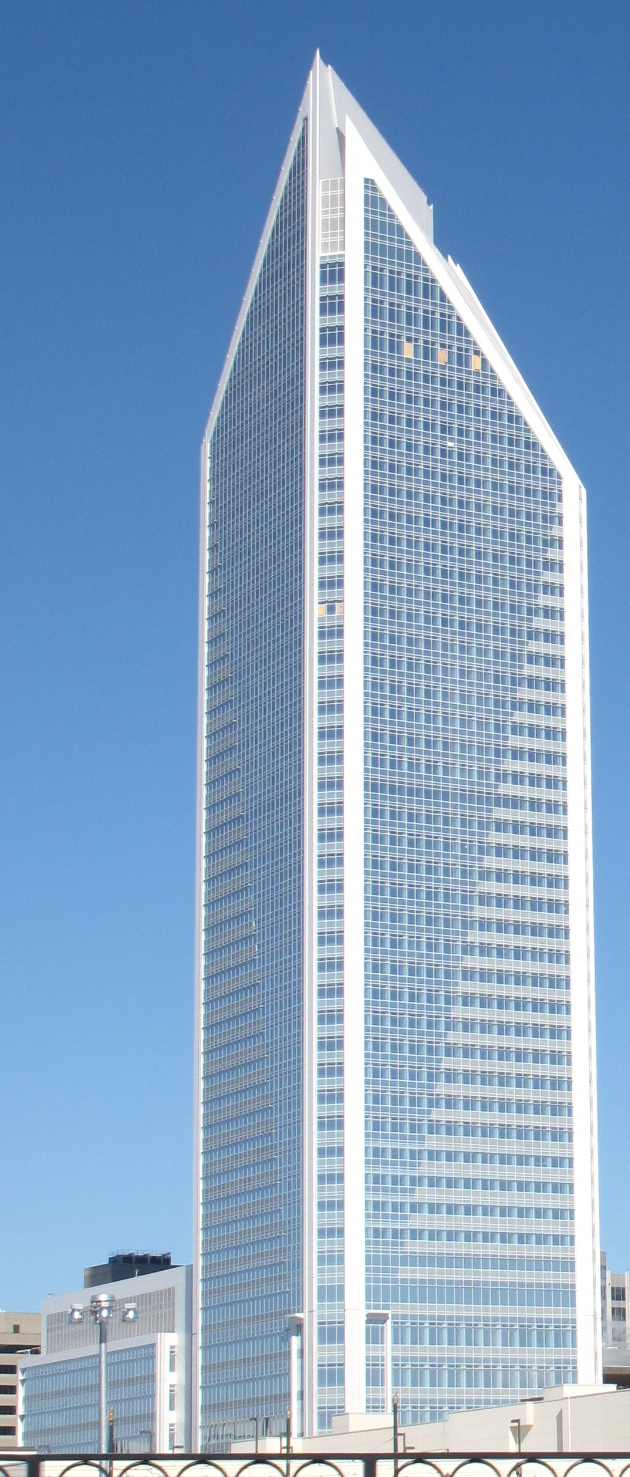
シャーロットの本社ビル、デューク・エナジー・センター
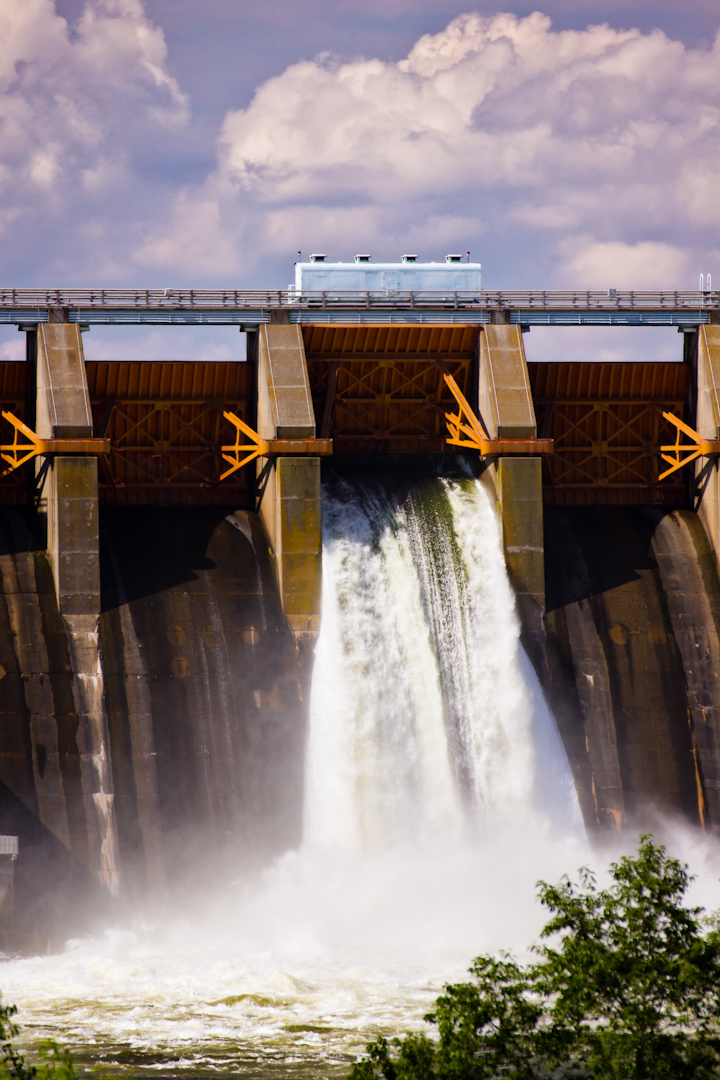
Cowans Fordダム（ノースカロライナ州）
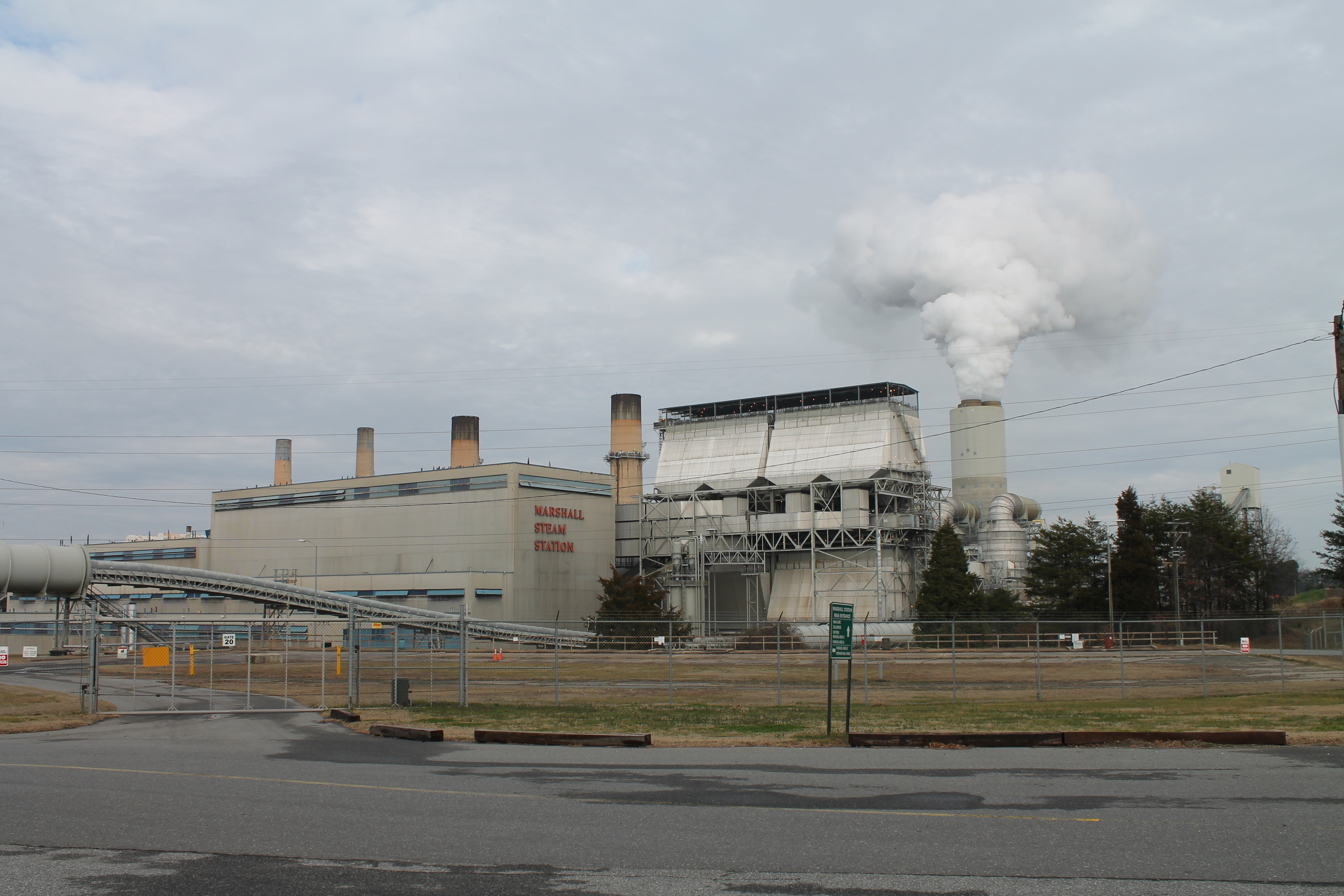
マーシャル石炭火力発電所（ノースカロライナ州）
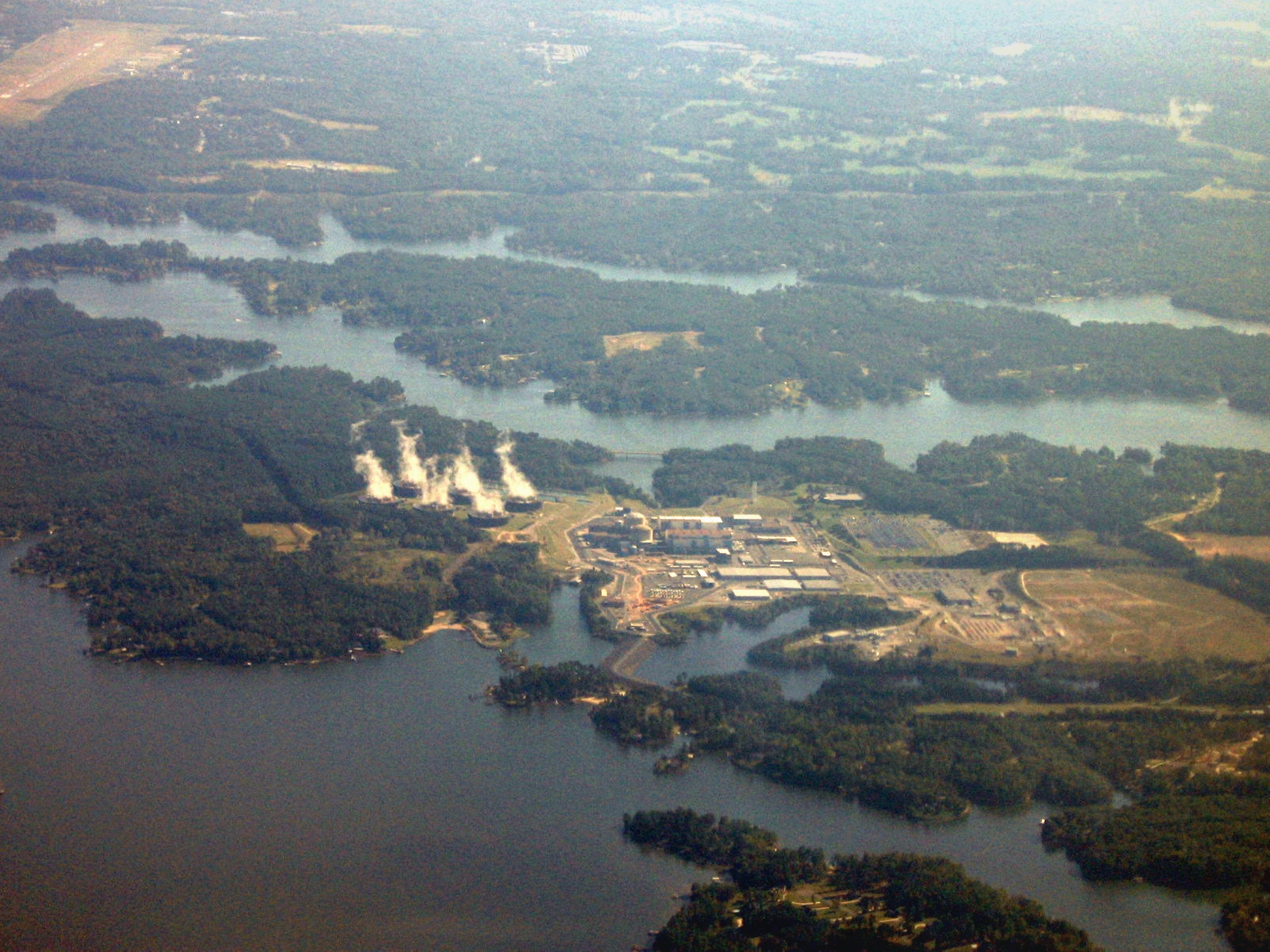
カタウバ原子力発電所（サウスカロライナ州）
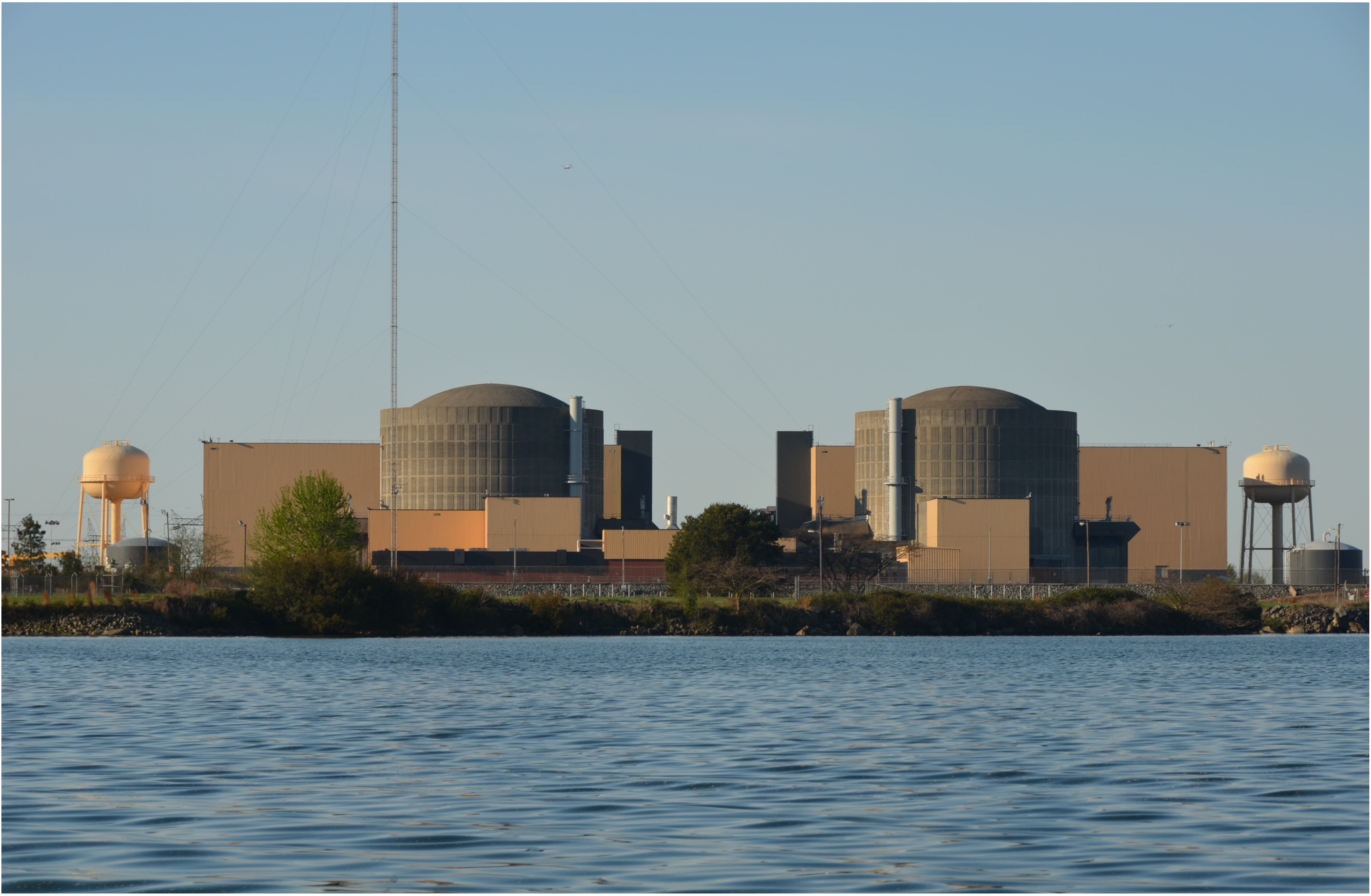
マクガイア原子力発電所（ノースカロライナ州）
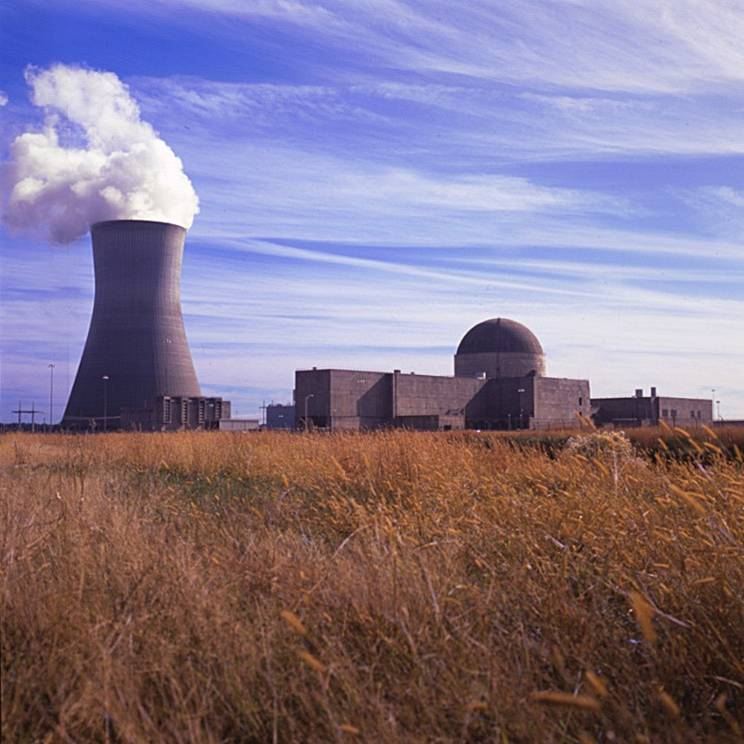
シアロンハリス原子力発電所（ノースカロライナ州）
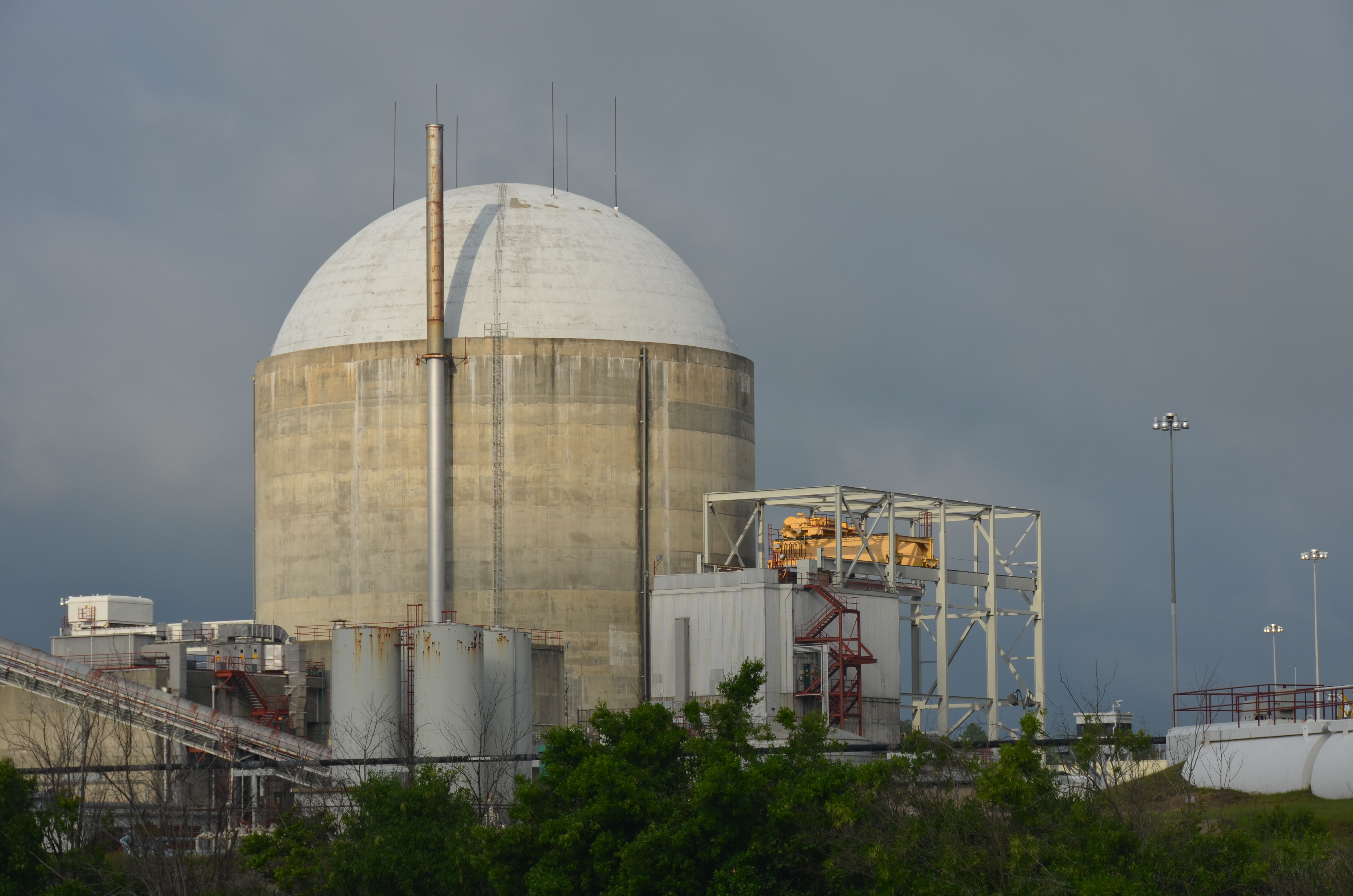
ロビンソン原子力発電所（サウスカロライナ州）
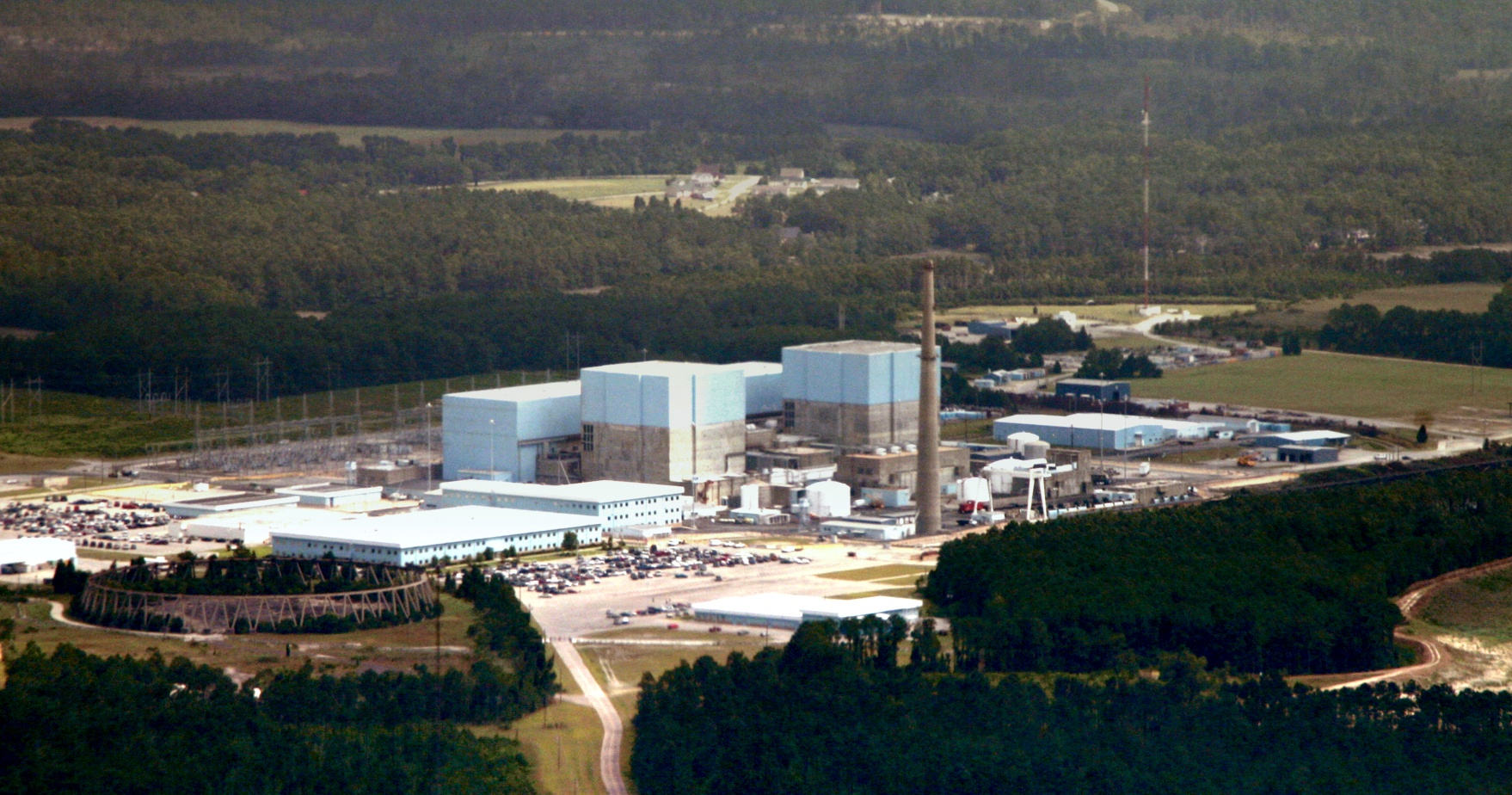
ブランズウィック原子力発電所（ノースカロライナ州）